# Шепелевич Сергій Миколайович
Сергі́й Микола́йович Шепеле́вич — старший лейтенант Збройних сил України, учасник російсько-української війни, що відзначився під час російського вторгнення в Україну в 2022 році.
Несе службу в складі зенітних ракетних військ одного із підрозділів військової частини Повітряного командування «Схід».

## Нагороди
- орден «За мужність» III ступеня (2022) — за особисту мужність і самовіддані дії, виявлені у захисті державного суверенітету та територіальної цілісності України, вірність військовій присязі[2].